# Laugh Laugh Laugh
Laugh Laugh Laugh è un singolo del gruppo sudcoreano Got7, pubblicato in Giappone il 23 settembre 2015.
Oltre all'edizione classica in CD, sono state pubblicate due edizioni limitate CD+DVD: nell'edizione A, il DVD contiene il video musicale originale e il dietro le quinte di Laugh Laugh Laugh, mentre nell'edizione B contiene il video musicale versione coreografia e due video delle prove di ballo.

## Tracce
1. Laugh Laugh Laugh – 3:32 (Ie Mon, DX Ishii, Kdai)
2. Be My Girl – 3:16 (testo: Raphael, Yuhki Shirai – musica: Raphael)
3. Laugh Laugh Laugh (Instrumental) – 3:32 (musica: Ie Mon, DX Ishii, Kdai)
4. Be My Girl (Instrumental) – 3:16 (musica: Raphael)

Durata totale: 13:36

## Formazione
- Mark – rap
- JB – voce
- Jackson – rap
- Jinyoung – voce
- Youngjae – voce
- BamBam – rap
- Yugyeom – voce

## Successo commerciale
Il singolo ha debuttato in prima posizione sulla Oricon Daily Singles Chart; è invece entrato in seconda posizione sulla classifica settimanale. Ha venduto 35 768 copie nel mese di settembre 2015. Si è inoltre classificato terzo sulla Billboard Japan Hot 100.

## Classifiche
| Classifica (2015) | Posizione massima |
| ----------------- | ----------------- |
| Giappone          | 2                 |